# 183-я танковая бригада
183-я танковая Танненбергская орденов Суворова, Кутузова бригада (сокр. 183 тбр) — танковая бригада Красной армии в годы Великой Отечественной войны.

## Формирование и организация
183-я танковая бригада сформирована на основании Директивы Зам. НКО № 724485сс от 15.04.1942 г. Горьковским АБТ Центром (Горький) в период с 15 февраля по 13 мая 1942 г.
398-й и 399-й отд. танковые батальоны формировались в период с 11 марта по 13 мая 1942 г. в Горьком, оба на базе 185-го отд. танкового батальона, при Горьковском АБТ Центре. В марте 1942 г. батальоны включены в состав 183-й танковой бригады. Мотострелково-пулемётный батальон сформирован при 94-м гв. учебном стрелковом полку в Арзамасе. 27 апреля 1942 г. прибыл в Горький и вошёл в состав бригады. Противотанковая батарея сформирована 25 апреля при 42-м ГАП 45-й зап. стрелковой бригады. 1 мая 1942 г. батарея прибыла в Горький и включена в состав бригады. Зенитная батарея сформирована с 10 февраля по 3 марта 1942 г. по 90-м зап. зенитном артполку в Горьком. 4 марта 1942 г. батарея вошла в состав бригады. В мае 1942 г. закончив формирование бригада вошла в состав 10-го тк.
17 мая 1942 г. бригада в составе 10-го тк перебрасывается на ст. Козельск, куда прибыла 22 мая 1942 г. вошла в состав 16-й армии Западного фронта.
6 сентября 1942 г. бригада в составе 10-го тк выведена в резерв Ставки ВГК в район Можайска на доукомплектование.
1 января 1943 г. бригада в составе 10-го тк в районе Калач Воронежской обл. вошла в состав войск 1-й гв. армии Юго-Западного фронта.
27 февраля 1943 г. бригада в составе 10-го тк выведена в резерв Ставки ВГК, в состав войск Степного ВО и оперативно подчинена 5-й гв. армии.
7 июля 1943 г. бригада в составе 10-го тк выведена из состава 5-й гв. армии и прибыла на Воронежский фронт, где находилась в составе 1-й ТА, 5-й и 6-й армий. 20 июля 1943 г. бригада в составе 10-го тк переподчинена 27-й армии. 5 августа 1943 г. бригада в составе 10-го тк оперативно подчинена 40-й армии. 11 августа 1943 г. бригада в составе 10-го тк в районе Тростянец подчинена 47-й армии. 29 августа 1943 г. бригада в составе 10-го тк в районе г. Зеньков оперативно подчинена 40-й армии 1-го Украинского фронта.
11 ноября 1943 г. бригада в составе 10-го тк выведена в резерв Ставки ВГК в район Наро-Фоминска на доукомплектование.
30 августа 1944 г. бригада в составе 10-го тк в районе Выру (Эстония) поступила в состав 3-го Прибалтийского фронта.
18 октября 1944 г. бригада в составе 10-го тк переподчинена 2-му Прибалтийскому фронту.
9 декабря 1944 г. бригада в составе 10-го тк вошла в состав войск 2-го Белорусского фронта и подчинена 5-й гв. ТА.
13 февраля 1945 г. бригада в составе 10-го тк вошла в состав войск 3-го Белорусского и подчинена 48-й армии.
После 25 марта 1945 г. боевых действий не вела.

## Боевой и численный состав
Бригада сформирована по штатам № 010/345-010/352 от 15.02.1942 г.:
- Управление бригады [штат № 010/345]
- 398-й отдельный танковый батальон [штат № 010/346]
- 399-й отдельный танковый батальон [штат № 010/346]
- Мотострелково-пулемётный батальон [штат № 010/347] (капитан Ф. М. Краснов погиб; капитан И. А. Магонов)
- Противотанковая батарея [штат № 010/348]
- Зенитная батарея [штат № 010/349]
- Рота управления [штат № 010/350]
- Рота технического обеспечения [штат № 010/351]
- Медико-санитарный взвод [штат № 010/352]

Директивой ГШКА № 994018 от 01.09.1942 г. переведена на штаты № 010/270-010/277 от 31.07.1942:
- Управление бригады [штат № 010/270]
- 398-й отдельный танковый батальон [штат № 010/271]
- 399-й отдельный танковый батальон [штат № 010/272]
- Мотострелково-пулемётный батальон [штат № 010/273]
- Истребительно-противотанковая батарея [штат № 010/274]
- Рота управления [штат № 010/275]
- Рота технического обеспечения [штат № 010/276]
- Медико-санитарный взвод [штат № 010/277]

Директивой ГШ КА № 43189 от 23.12.1943 г. переведена на штаты № 010/500-010/506:
- Управление бригады [штат № 010/500]
- Рота управления [штат № 010/504]
- 1-й отдельный танковый батальон [штат № 010/501] — до 27.07.1944 — 398-й отд. танковый батальон
- 2-й отдельный танковый батальон [штат № 010/501] — до 27.07.1944 — 399-й отд. танковый батальон
- 3-й отдельный танковый батальон [штат № 010/501]
- Моторизованный батальон автоматчиков [штат № 010/502]
- Зенитно-пулемётная рота [штат № 010/503]
- Рота технического обеспечения [штат № 010/505]
- Медсанвзвод [штат № 010/506]

## Подчинение
Периоды вхождения в состав Действующей армии:
- с 18.05.1942 по 06.09.1942 года.
- с 13.11.1942 по 28.12.1942 года.
- с 14.01.1943 по 15.03.1943 года.
- с 07.07.1943 по 29.11.1943 года.
- с 26.08.1944 по 02.12.1944 года.
- с 16.12.1944 по 19.12.1944 года.
- с 08.01.1945 по 27.03.1945 года.

| Дата          | Фронт (округ)            | Армия                        | Корпус               | Дивизия | Бригада | Примечания |
| ------------- | ------------------------ | ---------------------------- | -------------------- | ------- | ------- | ---------- |
| 01.04.1942 г. | Московский военный округ |                              |                      |         |         |            |
| 01.05.1942 г. | Московский военный округ |                              |                      |         |         |            |
| 01.06.1942 г. | Западный фронт           |                              | 10-й танковый корпус |         |         |            |
| 01.07.1942 г. | Западный фронт           |                              | 10-й танковый корпус |         |         |            |
| 01.08.1942 г. |                          | 16-я армия                   | 10-й танковый корпус |         |         |            |
| 01.09.1942 г. |                          | 16-я армия                   | 10-й танковый корпус |         |         |            |
| 01.10.1942 г. | Московский военный округ |                              | 10-й танковый корпус |         |         |            |
| 01.11.1942 г. | Московский военный округ |                              | 10-й танковый корпус |         |         |            |
| 01.12.1942 г. | Московский военный округ |                              | 10-й танковый корпус |         |         |            |
| 01.01.1943 г  | РВГК                     |                              | 10-й танковый корпус |         |         |            |
| 01.02.1943 г  | Юго-западный фронт       |                              | 10-й танковый корпус |         |         |            |
| 01.03.1943 г. | Юго-западный фронт       |                              | 10-й танковый корпус |         |         |            |
| 01.04.1943 г. | РВГК                     |                              | 10-й танковый корпус |         |         |            |
| 01.05.1943 г. | Степной военный округ    | 66-я армия                   | 10-й танковый корпус |         |         |            |
| 01.06.1943 г. | РВГК                     | 5-я гвардейская армия        | 10-й танковый корпус |         |         |            |
| 01.07.1943 г  | РВГК                     | 5-я гвардейская армия        | 10-й танковый корпус |         |         |            |
| 01.08.1943 г. | Воронежский фронт        |                              | 10-й танковый корпус |         |         |            |
| 01.09.1943 г. | Воронежский фронт        | 47-я армия                   | 10-й танковый корпус |         |         |            |
| 01.10.1943 г. | Воронежский фронт        | 40-я армия                   | 10-й танковый корпус |         |         |            |
| 01.11.1943 г  | Воронежский фронт        | 40-я армия                   | 10-й танковый корпус |         |         |            |
| 01.12.1943 г  | РВГК                     |                              | 10-й танковый корпус |         |         |            |
| 01.01.1944 г  | РВГК                     |                              | 10-й танковый корпус |         |         |            |
| 01.02.1944 г  | РВГК                     |                              | 10-й танковый корпус |         |         |            |
| 01.03.1944 г  | РВГК                     |                              | 10-й танковый корпус |         |         |            |
| 01.01.1944 г  | РВГК                     |                              | 10-й танковый корпус |         |         |            |
| 01.02.1944 г  | РВГК                     |                              | 10-й танковый корпус |         |         |            |
| 01.03.1944 г  | РВГК                     |                              | 10-й танковый корпус |         |         |            |
| 01.04.1944 г  | РВГК                     |                              | 10-й танковый корпус |         |         |            |
| 01.04.1944 г  | РВГК                     |                              | 10-й танковый корпус |         |         |            |
| 01.05.1944 г  | РВГК                     |                              | 10-й танковый корпус |         |         |            |
| 01.06.1944 г  | РВГК                     |                              | 10-й танковый корпус |         |         |            |
| 01.07.1944 г  | Киевский военный округ   |                              | 10-й танковый корпус |         |         |            |
| 01.08.1944 г  | Московский военный округ |                              | 10-й танковый корпус |         |         |            |
| 01.09.1944 г  | 3-й Прибалтийский фронт  |                              | 10-й танковый корпус |         |         |            |
| 01.10.1944 г  | 3-й Прибалтийский фронт  |                              | 10-й танковый корпус |         |         |            |
| 01.11.1944 г  | 2-й Прибалтийский фронт  |                              | 10-й танковый корпус |         |         |            |
| 01.12.1944 г  | 2-й Прибалтийский фронт  |                              | 10-й танковый корпус |         |         |            |
| 01.01.1945 г  | 2-й Прибалтийский фронт  | 5 гвардейская танковая армия | 10-й танковый корпус |         |         |            |
| 01.02.1945 г  | 2-й Прибалтийский фронт  | 5 гвардейская танковая армия | 10-й танковый корпус |         |         |            |
| 01.03.1945 г  | 3-й Прибалтийский фронт  |                              | 10-й танковый корпус |         |         |            |
| 01.04.1945 г  | РВГК                     |                              | 10-й танковый корпус |         |         |            |
| 01.05.1945 г  | РВГК                     |                              | 10-й танковый корпус |         |         |            |

## Командиры

### Командиры бригады
- Кобзарь Иван Гаврилович, подполковник (убыл на учёбу), 19.05.1942 — 00.10.1942 года.[1]
- Андрющенко Григорий Яковлевич, подполковник, с 11.01.1943 полковник (18.07.1943 ранен), 12.10.1942 — 18.07.1943 года.[2]
- Акопов Матвей Киракосович, подполковник (08.09.1943 ранен), ид, 00.07.1943 — 08.09.1943 года.[3]
- Ковалёв Михаил Васильевич, майор, врио, 08.09.1943 — 07.11.1943 года.[4]
- Акопов Матвей Киракосович, подполковник, ид. 04.11.1943 — 15.12.1943 года.
- Акопов Матвей Киракосович, полковник, 15.12.1943 — 15.07.1944 года.
- Ковалёв Михаил Васильевич, ид, подполковник, 16.07.1944 — 02.08.1944 года.
- Ковалёв Михаил Васильевич, подполковник (24.09.1944 погиб в бою), 02.08.1944 — 24.09.1944 года.
- Давиденко Василий Антонович, подполковник (01.11.1944 ранен и эвакуирован в госпиталь), 00.10.1944 — 01.11.1944 года.
- Гришин Николай Степанович, полковник, 05.11.1944 — 00.04.1945 года.[5]
- Ковтун Фёдор Иванович, полковник, 00.04.1945 — 00.07.1945 года.

### Начальники штаба бригады
- Марченко Иван Иванович, подполковник (11.07(08).1942 погиб в бою), 00.03.1942 — 12.07.1942 года.[6]
- Аксенов Александр Степанов, майор, подполковник, 00.07.1942 — 00.05.1943 года.[7]
- Буренков Иван Степанович, подполковник 00.05.1943 — 00.08.1943 года.[8]
- Добровольский Виктор Константинович, майор, 00.08.1943 — 07.10.1943 года.[9]
- Петров Николай Александрович, подполковник, 00.10.1943 — 07.06.1945 года.[10]

### Заместитель командира бригады по строевой части
- Кочергин Яков Григорьевич, подполковник, 00.03.1942 — 00.10.1942 года.
- Аксенов Александр Степанович, майор, 30.04.1943 — 00.09.1943 года.
- Ковалёв Михаил Васильевич, майор, 00.09.1943 — 00.09.1943 года.
- Кузнецов Тимофей Георгиевич, подполковник, 25.10.1943 — 00.06.1944 года.

### Начальник политотдела, заместитель командира по политической части
- Каштанкин Василий Николаевич, батальон. комиссар, с 17.11.1942 майор, с 03.04.1943 подполковник, 05.04.1942 — 28.04.1943 года.
- Воротников Григорий Степанович, подполковник, 28.04.1943 — 14.07.1945 года.

## Боевой путь

### 1943
26 августа по 30 сентября бригада отличилась в ходе Сумско-Прилукской наступательной операции, при форсировании р. Днепр и в боях по удержанию и расширению плацдарма. 11 ноября выведена в Резерв Ставки ВГК в район Наро-Фоминска на доукомплектование

### 1944
С 30 августа 1944 года в составе 3-го Прибалтийского фронта из района Выру Эстонской ССР наступает на Ригу, принимает участие в освобождение городов Валка,Валмиера и Сигулда.
С 18 октября 1944 года в составе 2-го Прибалтийского фронта ведёт боевые действия в районе Ауце на салдусском направлении.
С 9 декабря 1944 в составе 5-й гвардейской танковой армии 2-го Белорусского фронта. В период боевых операций в Восточной Пруссии бригада прошла с боями около 300 км, освободив около 500 населенных пунктов, в том числе города: Найденбург, Остероде, Морунген, Мюльхаузен. В боях за овладение городами Найденбург и Остероде, бригада смелым обходным манёвром с востока ворвалась на северо-восточную окраину города, тем самым перерезала противнику путь отхода и совместно с 11-й мотострелковой Краснознаменной бригадой разгромила их и овладела этими городами. За период действий в Восточной Пруссии — по 4 февраля 1945 года, бригадой нанесен противнику следующий ущерб: уничтожено около 2000 солдат и офицеров, орудий разного калибра свыше 50, танков и самоходных установок до 20, автомашин — 60, бронетранспортёров — 6, лошадей — 300, повозок до 250. Захвачено: орудий — 15, автомашин — 225, тягачей — 15, взято в плен 220 солдат и офицеров. Освобождено военнопленных: русских, французов, англичан и других свыше 2000 человек.

## Отличившиеся воины
| Награда | Ф. И.О                          | Звание                                                                   | Должность         | Дата награждения | Примечания |
| ------- | ------------------------------- | ------------------------------------------------------------------------ | ----------------- | ---------------- | ---------- |
|         | Гарфункин, Григорий Соломонович | разведчик разведывательного взвода 183-й танковой бригады                | красноармеец      | 10.01.1944 г.    | посмертно  |
|         | Ковалёв Михаил Васильевич       | заместитель командира 183-й танковой бригады по строевой части           | майор             | 10.01.1944 г.    |            |
|         | Кравец, Михаил Дементьевич      | разведчик разведывательного взвода 183-й танковой бригады                | красноармеец      | 10.01.1944 г.    |            |
|         | Крылов, Николай Николаевич      | механик-водитель танка 398-го танкового батальона 183-й танковой бригады | сержант           | 23.10.1943 г.    |            |
|         | Кузьмин, Василий Фёдорович      | башенный стрелок танка 183-й танковой бригады                            | сержант           | 23.10.1943 г.    |            |
|         | Макаров Иван Иванович           | механик-водитель 183-й танковой бригады                                  | сержант           | 23.10.1943 г.    |            |
|         | Приходько, Василий Артёмович    | стрелок-радист 183-й танковой бригады                                    | красноармеец      | 23.10.1943 г.    |            |
|         | Приходько, Назар Ксенофонтович  | механик-водитель танка 398-го танкового батальона 183-й танковой бригады | красноармеец      | 23.10.1943 г.    |            |
|         | Сагайдачный, Юрий Михайлович    | командир танка 398-го танкового батальона 183-й танковой бригады         | лейтенант         | 23.10.1943 г.    |            |
|         | Фролов, Михаил Фёдорович        | Механик-водитель танка 183-й танковой бригады                            | старший сержант   | 23.10.1943 г.    |            |
|         | Шарипов, Фатых Зарипович        | командир роты 398-го танкового батальона 183-й танковой бригады          | старший лейтенант | 10.01.1944 г.    |            |

## Награды и наименования
| Награда, наименование                  | Дата                                                                       | За что получена |
| -------------------------------------- | -------------------------------------------------------------------------- | --- |
| Почётное наименование «Танненбергская» | Приказ ВГК № 073 от 26.04.1945 года.                                       | В ознаменование одержанной победы и отличие в боях при взятии г. Таненнберг                                                                               |
| Орден Суворова II степени              | награждена указом Президиума Верховного Совета СССР от 03 ноября 1944 года | За образцовое выполнение заданий командования в боях с немецкими захватчиками, за овладение городом Рига и проявленные при этом доблесть и мужество       |
| Орден Кутузова II степени              | награждена указом Президиума Верховного Совета СССР от 26 апреля 1945 года | За образцовое выполнение заданий командования в боях с немецкими захватчиками при овладении городом Браунсберг и проявленные при этом доблесть и мужество |